# Campionato Metropolitano
Il Campionato Metropolitano era un torneo calcistico argentino che si disputò tra il 1967 e il 1984. Il Metropolitano aveva luogo nella prima metà della stagione, mentre nella seconda metà veniva disputato il Nacional. Questa disposizione durò fino al 1982, quando l'ordine dei due tornei venne invertito. Nel 1985 vennero aboliti e sostituiti da un torneo unico strutturato sul modello dei campionati europei.
Il Metropolitano utilizzò essenzialmente due formati: il girone unico e una formula con due gruppi di qualificazione alle semifinali. Il numero di squadre partecipanti variò da un minimo di 18 (1972, 1973 e 1981) a un massimo di 23 (1977).

## Storia
| Anno | Formato                              | Campione           | Secondo Posto      | Terzo Posto/Semifinaliste      |
| ---- | ------------------------------------ | ------------------ | ------------------ | ------------------------------ |
| 1967 | 2 gruppi da 11 e semifinali          | Estudiantes        | Racing Avellaneda  | Independiente Platense         |
| 1968 | 2 gruppi da 11 e semifinali          | San Lorenzo        | Estudiantes        | River Plate Vélez Sársfield    |
| 1969 | 2 gruppi da 11 e semifinali          | Chacarita Juniors  | River Plate        | Boca Juniors Racing Avellaneda |
| 1970 | Torneo di 21 squadre                 | Independiente      | River Plate        | San Lorenzo                    |
| 1971 | Torneo di 19 squadre                 | Independiente      | Vélez Sársfield    | Chacarita Juniors              |
| 1972 | Torneo di 18 squadre                 | San Lorenzo        | Racing Avellaneda  | Huracán                        |
| 1973 | Torneo di 18 squadre                 | Huracán            | Boca Juniors       | San Lorenzo                    |
| 1974 | 2 gruppi da 9 e gruppo finale da 4   | Newell's Old Boys  | Rosario Central    | Boca Juniors Huracán           |
| 1975 | Torneo di 20 squadre                 | River Plate        | Huracán            | Boca Juniors                   |
| 1976 | 2 gruppi da 11 e gruppo finale da 12 | Boca Juniors       | Huracán            | Estudiantes                    |
| 1977 | Torneo di 23 squadre                 | River Plate        | Independiente      | Vélez Sarsfield                |
| 1978 | Torneo di 21 squadre                 | Quilmes            | Boca Juniors       | Unión de Santa Fe              |
| 1979 | 2 gruppi da 10 e semifinali          | River Plate        | Vélez Sársfield    | Independiente Rosario Central  |
| 1980 | Torneo di 19 squadre                 | River Plate        | Argentinos Juniors | Talleres                       |
| 1981 | Torneo di 18 squadre                 | Boca Juniors       | Newell's Old Boys  | Ferro Carril Oeste             |
| 1982 | Torneo di 19 squadre                 | Estudiantes        | Independiente      | Boca Juniors                   |
| 1983 | Torneo di 19 squadre                 | Independiente      | San Lorenzo        | Ferro Carril Oeste             |
| 1984 | Torneo di 19 squadre                 | Argentinos Juniors | Ferro Carril Oeste | Estudiantes                    |

## Piazzamenti
| Squadra            | Titoli | Secondo Posto | Terzo Posto/Semifinalista |
| ------------------ | ------ | ------------- | ------------------------- |
| River Plate        | 4      | 2             | 1                         |
| Independiente      | 3      | 2             | 2                         |
| Boca Juniors       | 2      | 2             | 4                         |
| Estudiantes        | 2      | 1             | 2                         |
| San Lorenzo        | 2      | 1             | 2                         |
| Huracán            | 1      | 2             | 2                         |
| Argentinos Juniors | 1      | 1             | 0                         |
| Chacarita Juniors  | 1      | 0             | 1                         |
| Newell's Old Boys  | 1      | 0             | 1                         |
| Quilmes            | 1      | 0             | 0                         |
| Vélez Sársfield    | 0      | 2             | 2                         |
| Ferro Carril Oeste | 0      | 2             | 1                         |
| Racing Avellaneda  | 0      | 2             | 1                         |
| Rosario Central    | 0      | 1             | 1                         |
| Talleres           | 0      | 0             | 1                         |
| Unión de Santa Fe  | 0      | 0             | 1                         |

## Record
- Il River Plate, con 4 titoli, è la squadra più vittoriosa della storia del Metropolitano e l'unica ad aver vinto due edizioni consecutive del torneo (1979 e 1980).
- Tra le squadre argentine più vincenti, il Vélez Sársfield è l'unica a non aver mai vinto il Metropolitano, in cui ottenne solo due secondi posti e un terzo posto.
- Diego Maradona fu capocannoniere del Metropolitano in tre edizioni (1978, 1979 e 1980). L'unico altro giocatore a laurearsi capocannoniere in più di un'edizione fu Carlos Manuel Morete (1974 e 1982).